# Mirador (chasse)
Pour les articles homonymes, voir Mirador.

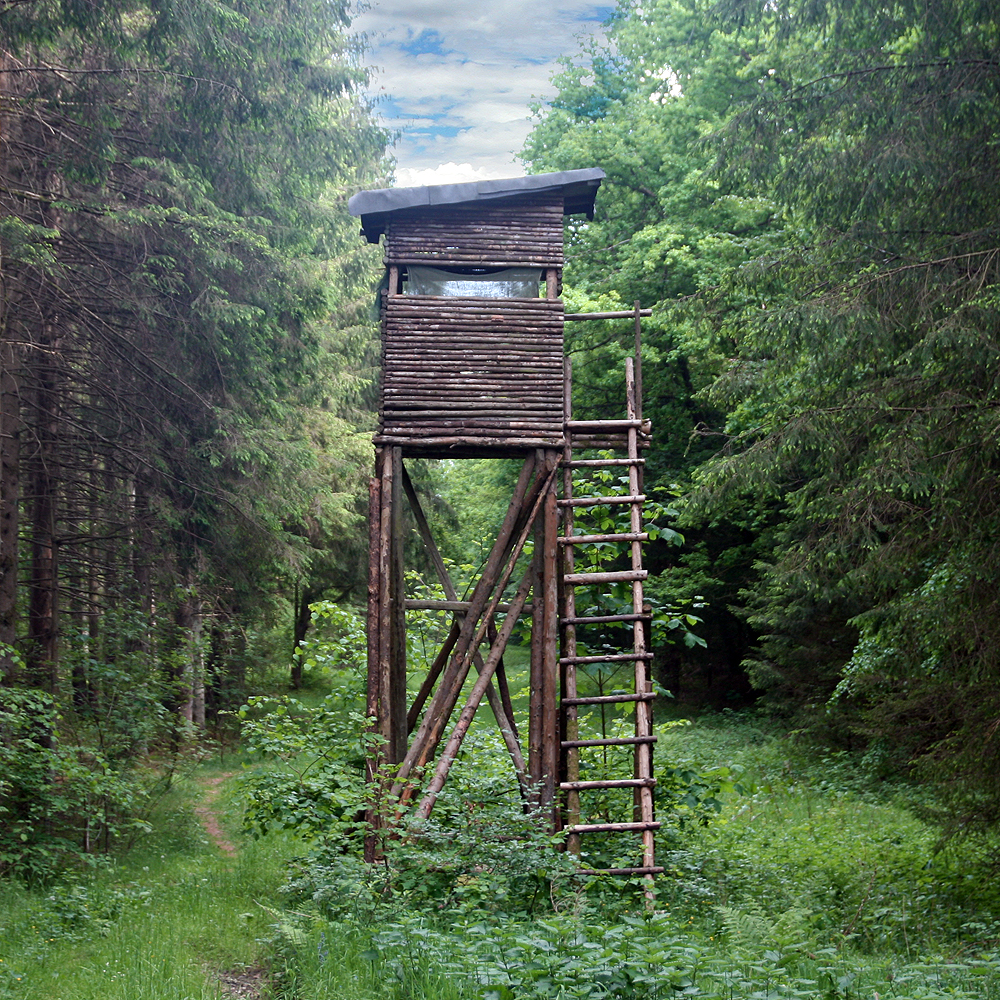
Un mirador en forêt.

Dans le cadre de la chasse, un mirador, également appelé affut surélevé ou échelle d'affut, est une cabane ou un siège surélevé, parfois adossé à un arbre. Les modèles conçus pour la chasse à l'arc sont en général vendus sous le nom de treestand.

## Description
Une échelle permet d'accéder au poste d'observation, qui se trouve en général de deux à cinq mètres du sol. Celui-ci peut être couvert ou non, et peut être clos ou non.
Les miradors sont souvent construits sur place en bois, mais il en existe des préfabriqués, en général en acier.
La sécurité est un problème important avec les miradors. Mal construit, le mirador peut basculer ou s'écrouler. Le chasseur peut tomber pendant la montée à l'échelle ou la descente, ou tomber du siège une fois installé. Des garde-fous ou une cabane close limitent le risque de chute.

## Avantages
Les miradors ont l'avantage de dissimuler le chasseur au gibier. Pour le gros gibier, les prédateurs naturels proviennent rarement du haut, surtout en milieu boisé ; il est donc fréquent qu'un chasseur même surélevé de quelques mètres seulement reste invisible car le gibier ne vérifiera pas s'il y a un danger au-dessus de lui.
Par ailleurs, le tir depuis un mirador est plus sécurisant : le tir forme un angle moins aigu avec le sol, il y a donc plus de chances qu'il soit fichant, et qu'il n'y ait pas de ricochet.

## Utilisation
Dans le cadre de la chasse, les miradors peuvent être utilisés lors de battues, les miradors formant des lignes délimitant l'enceinte chassée, ou lors de chasse à l'affut, ils sont alors construits près d'un endroit fréquenté par le gibier (point d'eau, site d'agrainage...).
Les miradors peuvent également servir à l'observation des animaux ou à la chasse photographique.

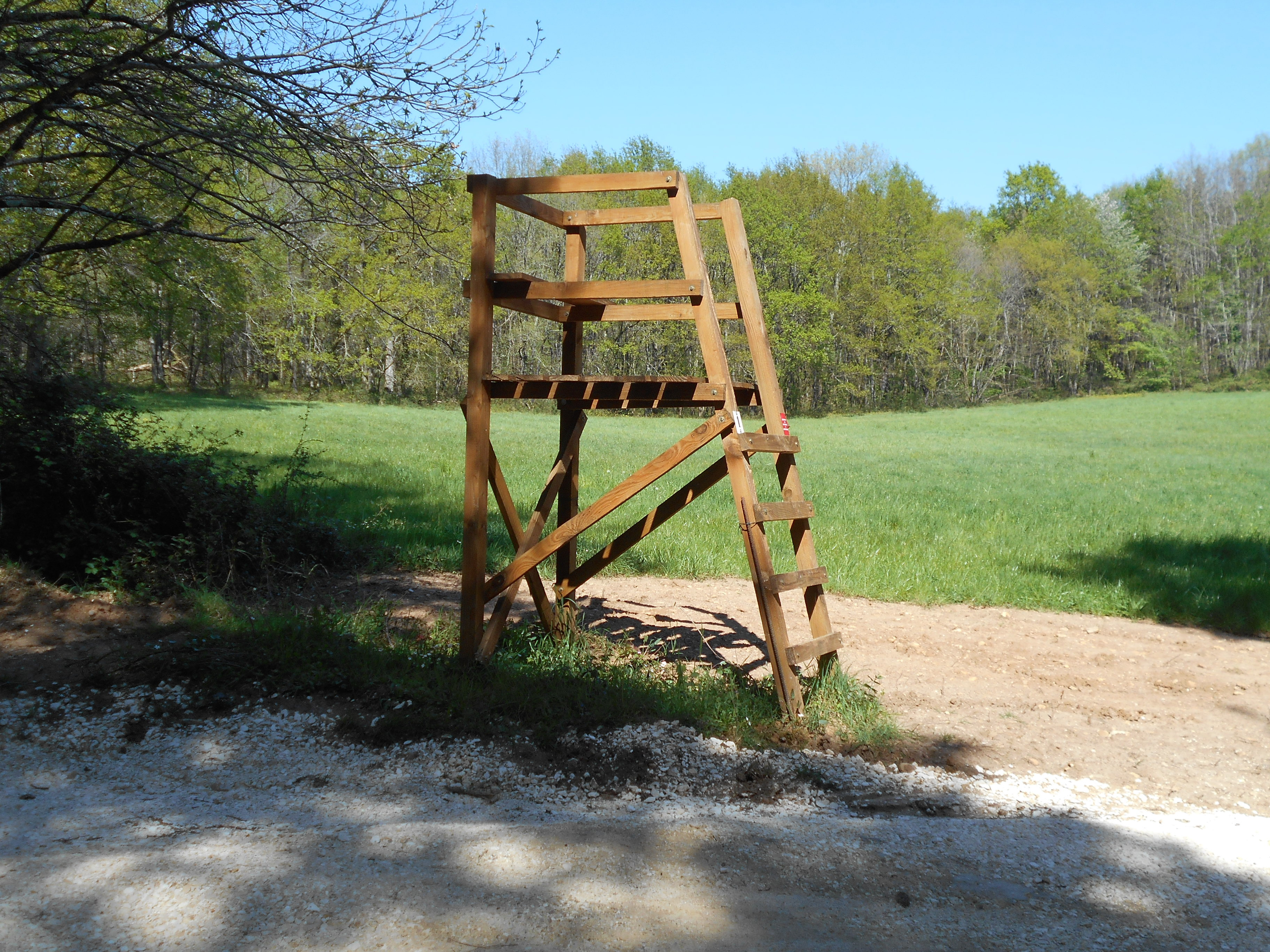
Mirador au bord d'un chemin